# René Louail
René Louail, né le 15 juin 1952 à Collinée (Côtes-d'Armor), est un homme politique et paysan syndicaliste en centre Bretagne.

## Biographie
René Louail est né le 15 juin 1952 à Collinée (Côtes-d'Armor). Il est agriculteur depuis ses 22 ans, éleveur de volailles et éleveur de porcs à Saint-Mayeux, dans les Côtes-d’Armor.

### Syndicalisme paysan
De 2000 à 2004, il est porte-parole de la Confédération paysanne entre autres avec José Bové. Il est membre du bureau exécutif de la Coordination paysanne européenne jusqu'en 2008.
Il contribue alors grandement à fonder la Coordination européenne Via Campesina.

### Vie politique
Membre du conseil économique et social régional de Bretagne.[réf. nécessaire]
Interventions régulières au Parlement européen en tant que syndicaliste européen agricole.
Deuxième sur la liste Europe Écologie Bretagne des Côtes-d'Armor pour les élections régionales de mars 2010.
Il est candidat à la présidence de la Région Bretagne pour les élections régionales de 2015 à la tête d'une liste de rassemblement écologiste, citoyenne et solidaire.
De 2010 à 2015 il est conseiller régional de Bretagne, et membre de la commission économie (2010-2014), puis de la commission aménagement du territoire à partir de 2014.
Candidat Europe Écologie Les Verts pour la 3e circonscription des Côtes-d'Armor pour les élections législatives de juin 2012
Président du groupe des élu-es Europe Écologie Les Verts au Conseil régional de Bretagne.
Chef de file Europe Écologie Les Verts à l'élection régionale de 2015 en Bretagne, il recueille 6,70 % des suffrages exprimés.
En 2023, il est vice-président d'Ensemble sur nos Territoires.
Désormais à la retraite, il défend des collectifs de soutiens aux victimes des pesticides.

## Prises de positions
René Louail est opposé aux projets d'aéroport de Notre-Dame-des-Landes, à la Ligne à grande vitesse et à la centrale à cycle combiné gaz de Landivisiau dans le Finistère. En 2013, il demande l'arrêt des expulsions et de la violence policière sur Notre-Dame-des-Landes.
Il défend une politique agricole en faveur de l'agriculture paysanne et dénonce les dérives de l’industrie agroalimentaire, productiviste et à l'origine perte de biodiversité, de pollution de l’air et de l’eau ainsi que rendant malades des agriculteurs malades.
Il est opposé aux cumuls des mandats.
Il est opposé à la création d'un second centre d'enfouissement des déchets à Concoret, près de Brocéliande.